# Janne Räsänen
Janne Petri Räsänen (Nurmijärvi, 12 maggio 1978) è un ex calciatore finlandese, di ruolo centrocampista.

## Carriera

### Club
Räsänen cominciò la carriera con la maglia del TiPS, per poi passare al FinnPa, dove debuttò nella Veikkausliiga. Successivamente, fu in forza allo Jokerit, per poi accordarsi con il Tampere United. Nel 2005, fu ingaggiato dai norvegesi dello Hønefoss, per cui esordì il 4 settembre, nella vittoria per 2-1 sul Sogndal. Vi rimase fino al 2007.

### Nazionale
Conta una presenza per la Finlandia, datata 2004.